# Àrtam cendrós
L'àrtam cendrós (Artamus fuscus) és una espècie d'ocell de la família dels artàmids (Artamidae) 

## Hàbitat i distribució
Habita camps oberts amb palmeres i matolls de l'Índia, Sri Lanka, el Nepal, Bangladesh, Myanmar, sud de la Xina i Sud-est asiàtic.